# 10616 Inouetakeshi
10616 Inouetakeshi (1997 UW8) là một tiểu hành tinh vành đai chính được phát hiện ngày 25 tháng 10 năm 1997 bởi K. Endate và K. Watanabe ở Kitami.